# Przedmieście Szczebrzeskie
Przedmieście Szczebrzeskie – jedna z dawnych dzielnic Zamościa, która istniała do niedawna. Położone było między ul. Szczebrzeską, ul. Królowej Jadwigi, dawną fosą (przy murach fortecznych Starego Miasta) i rzeką Łabuńką.
Granice Przedmieścia Szczbrzeskiego były zbliżone do obecnych granic os. Podgroble, które jest częścią os. Stare Miasto.

## Historia
Przedmieście Szczebrzeskie powstało w 1583 roku na zachód od miasta. Położone było za małym zalewem między groblą szczebrzeską a Sadowiskiem (obecnie istnieje ulica o tej nazwie). Nazywano je także jako Podgroble i liczyło w 1696 roku 46, a w 1770 roku 35 domów. Przedmieście często było niszczone przez pożary, a w 1809 roku zostało niemal zlikwidowane przez zniszczenia, jednakże w 1821 roku było tam 26 domów. Po zlikwidowaniu Twierdzy Zamość, na terenie tej dzielnicy utworzono folwark wojskowy. Dzięki staraniom miasta, grunty te zostały mu odsprzedane w 1938 roku i ulokowano tu tabor miejski. Wybudowano także szkołę, a od 1951 roku zaczęło powstawać tu osiedle, ze skromnymi budynkami (zaprojektowanymi przez Tadeusza Zarembę).

## Obecnie
Obecnie Przedmieście Szczebrzeskie istnieje jako osiedle Podgroble (wchodzące w skład os. Stare Miasto), przez które przebiega ulica o tej samej nazwie. Składa się z 6 ulic i 78 prywatnych posesji, które zamieszkuje ok. 350 osób.